# Bromskirchen
Bromskirchen  è una frazione del comune tedesco di Allendorf (Eder), nel Land dell'Assia.
Il 1º gennaio 2023 il comune di Bromskirchen venne soppresso e aggregato al comune di Allendorf (Eder).